# Myrtama elegans
Myrtama elegans är en tamariskväxtart som först beskrevs av John Forbes Royle, och fick sitt nu gällande namn av Pavel Nikolaevich Ovczinnikov och Kinzikaeva. Myrtama elegans ingår i släktet Myrtama och familjen tamariskväxter. Utöver nominatformen finns också underarten M. e. tsetangensis.